# Eduard Kellenberger
Eduard Kellenberger (* 15. Mai 1920 in Bern; † 13. Dezember 2004 in Cugy; heimatberechtigt in Rehetobel) war ein Schweizer Molekularbiologe.

## Leben
Der Sohn des Ökonomen Eduard Kellenberger (1889–1976) studierte Physik an der ETH Zürich. Danach promovierte er 1953 an der Universität Genf, wo er ein Schüler des Physikers und Virusgenetikers Jean Weigle war. Von Anfang an widmete er sich interdisziplinären Arbeitsweisen mit starker Gewichtung von Physiologie, Morphologie (insbesondere Elektronenmikroskopie), Genetik, ferner Biophysik und Biochemie. Im Jahr 1952 wurde er Laborleiter am Centre de microscopie éléctronique. 1958 wurde er ausserordentlicher, 1961 ordentlicher Professor für Biophysik an der Universität Genf. Aus dem von Kellenberger in den frühen 50er Jahren von ihm gegründeten Laboratoire de biophysique ging in 1962 das Département de Biologie moléculaire hervor. Es war der erste Institut für Molekularbiologie in der Schweiz und das dritte in Europa.
Zwischendurch war Kellenberger von 1960 bis 1961 Gastprofessor am California Institute of Technology in Pasadena.
1970 als ordentlicher Professor für Mikrobiologie an die Universität Basel berufen, war Kellenberger Mitbegründer des 1971 eröffneten Biozentrums der Universität Basel, wo er seine Forschungen weiterführte. Seine wissenschaftlichen Schwerpunkte lagen einerseits im Studium der Morphogenese von Viruspartikeln, andererseits in der Entwicklung elektronenmikroskopische Methodik in den Bereichen der Preparationstechnik, der Instrumentation und der Bildauswertung. Er trug zur Entwicklung eines in der Schweiz hergestellten Elektronenmikroskops bei, mit dem er insbesondere den Bakterienkern und den Aufbau der Bakteriophagen erforschte. 1990 wurde er emeritiert.
Kellenberger war Mitglied des Forschungsrates des Schweizerischen Nationalfonds sowie des Stiftungsrats des Friedensforschungsinstituts in Genf. Zudem war er Mitbegründer der European Molecular Biology Organization (EMBO) und der Internationalen Union für reine und angewandte Biophysik. Er setzte sich für eine fachgerechte Öffentlichkeitsarbeit und zeitgemässe Gewichtung der Biologie in der Erziehung ein.
1958 wurde er zum Mitglied der Leopoldina gewählt. 1965 wählte man ihn als auswärtiges Ehrenmitglied in die American Academy of Arts and Sciences. 1966 erhielt Kellenberger den Marcel-Benoist-Preis. Mit Ehrendoktoraten zeichneten ihn 1985 die Universität Lausanne, 1987 die TU München und  1989 die Universität Regensburg aus.

## Werke
- Références Bibliographiques de Eduard Kellenberger (Memento vom 29. Dezember 2004 im Internet Archive)

| Personendaten    | Personendaten              |
| ---------------- | -------------------------- |
| NAME             | Kellenberger, Eduard       |
| KURZBESCHREIBUNG | Schweizer Molekularbiologe |
| GEBURTSDATUM     | 15. Mai 1920               |
| GEBURTSORT       | Bern                       |
| STERBEDATUM      | 13. Dezember 2004          |
| STERBEORT        | Basel                      |